# Pedroso e Seixezelo
Pedroso e Seixezelo (llamada oficialmente União das Freguesias de Pedroso e Seixezelo) es una freguesia portuguesa del municipio de Vila Nova de Gaia, distrito de Oporto.

## Historia
Fue creada el 28 de enero de 2013 en aplicación de una resolución de la Asamblea de la República de Portugal promulgada el 16 de enero de 2013 con la unión de las freguesias de Pedroso y Seixezelo, pasando su sede a estar situada en la antigua freguesia de Pedroso.

## Demografía
| Gráfica de evolución demográfica de Pedroso e Seixezelo entre 2011 y 2021 |
|                                                                           |
| Datos según el nomenclátor publicado por el INE portugués.                |